# Babemba Traoré
Pour les articles homonymes, voir Traoré.
Babemba Traoré, est le cinquième et dernier faama (roi) du royaume du Kenedougou, né vers 1845 et mort en 1898.

## Biographie
Babemba Traoré est le fils de Mansa Daoula Traoré qui règne de 1845 à 1860 et frère de Tiéba Traoré. À la mort de Mansa Daoula, la succession passe d’abord à son frère Daouda puis à N’Golo Kounanfan Traoré, grand-père de Babemba, jusqu’en 1866 et enfin à son frère Tiéba qui règne de 1866 à 1893 et auquel il succède.
Babemba Traoré mène au cours de sa vie une résistance féroce aux troupes coloniales françaises qui s’achève avec la chute de Sikasso le 1er mai 1898. Il décide alors de se suicider, préférant la mort à la honte. Ce geste et la résistance qu’il oppose à l’armée coloniale font de lui un personnage emblématique de l'histoire du Mali.

## Le Tata de Sikasso et la résistance contre Samory Touré
Au cours de son règne, Tiéba décide de déplacer la capitale à Sikasso et transforme la ville en forteresse militaire pour défendre le royaume contre les menaces extérieures. À Sikasso, Tiéba entreprend la construction d’une imposante muraille défensive appelée le « Tata de Sikasso ». Cette fortification, édifiée pour protéger la ville des incursions de Samory Touré, chef de guerre de l’Empire wassoulou, deviendra un symbole de résistance. Lorsque Samory exige des hommes et des vivres pour soutenir ses troupes, Tiéba refuse, forçant Samory à encercler Sikasso. Bien que la situation soit tendue, le Tata résiste et dissuade Samory de toute attaque directe. Cette défense réussie renforce la réputation de Tiéba et de la ville fortifiée.

## Confrontations avec les forces coloniales françaises
Avec l’expansion de l’empire colonial français en Afrique de l’Ouest, Sikasso devient un objectif stratégique. Après une première rencontre diplomatique avec les autorités françaises à Ségou, un incident survient : un commandant français est tué par les forces de Sikasso, déclenchant la première confrontation armée entre le Kénédougou et les Français. Après un succès initial contre les troupes coloniales, Tiéba perd la vie lors d’une deuxième attaque en 1893. Babemba, qui se trouve en Guinée à ce moment-là, retourne discrètement au Kénédougou pour prendre la succession et continuer la résistance.

### La lutte finale de Babemba contre les Français
Babemba Traoré prend la tête du royaume avec pour objectif de défendre Sikasso contre l’armée française. Il renforce les défenses du Tata et rallie les forces de son frère, mais malgré sa détermination, l’armée française, équipée de canons lourds, réussit à pénétrer la muraille le 1er mai 1898. Conscient de l’imminence de la défaite, Babemba choisit la mort plutôt que l’humiliation de la captivité : il demande à l’un de ses hommes de lui ôter la vie. Ce geste ultime fait de lui une figure légendaire de la résistance africaine, marquant la fin de la souveraineté du Kénédougou.

## Hommages
Le souvenir de Babemba Traoré est préservé à travers plusieurs monuments et lieux au Mali. Le stade Babemba-Traoré de Sikasso porte d'ailleurs son nom en l’honneur de son combat héroïque. Deux monuments dédiés à Babemba et à son frère Tiéba ont été érigés à Sikasso pour commémorer leur résistance face à la colonisation. La ville a également inauguré la Maison de la muraille défensive de Sikasso, un lieu destiné à la préservation du Tata, symbole de la défense du Kénédougou contre l’impérialisme.